# Crack (kokain)
Crack je oblik droge kokaina.
Agresivan je, najjeftiniji je i najopasniji oblik kokaina.
Obrađuje se kokain da bi se dobio rock crystal (također zvan i “freebase cocaine”) koji se može pušiti. Kristal se zagrijava za proizvodnju pare koja se apsorbira u krvotok kroz pluća. Zove se po engleskoj riječi za zvuk pucanja (eng. crackling sound) koji se dobiva kada se priprema crack zagrijavanjem kristala.
Najčešći njegov dodatak je soda bikarbona. Izmišljen je početkom 1980-ih godina. Prvotno je bio namijenjen isključivo crnačkoj populaciji SAD-a. U SAD-u postoje kvartovi i nastambe tzv. kuće cracka u kojima u strašnim uvjetima žive teški ovisnici o “cracku”. Uglavnom su ti ljudi višekratno prolazili kroz razne rehabilitacijske programe i bezuspješna odvikavanja.  Crack je u novije vrijeme dostupan i na europskom tržištu.
U organizam se unosi pušenjem. Nastaje kuhanjem kokaina i dodavanjem različitih supstanci, no zapravo je ostatak koji ostaje nakon kuhanja kokaina. Jeftiniji je od kokaina, i dostupniji. Izaziva tešku fizičku i psihičku ovisnost s teškim posljedicama, jer pušenjem u mozak dolazi mnogo više kokaina nego ušmrkavanjem. Posebice je opasan ako ga koriste trudnice, jer njihovo dijete kasnije može imati teških zdravstvenih problema. Djeca rođena od majki ovisnica tzv. "crack bebe" rađaju se kao ovisnici o cracku. Danas postoje cijeli kojima im se pokušava pomoći. Rastuće je popularnosti, čak i u dječjoj populaciji.
Korisnik cracka vrlo brzo pušenjem unosi maksimalnu količinu kokainskih molekula, što daje konzumentu doživljaj neusporediv s onima bilo koje druge poznate droge, jer munjevito i izravno djeluje na mozak za koji je pravi dinamit. Uz neke sintetičke halucinogene, najgora je droga danas na tržištu. Droga je koja se lako proširila među siromašnom populacijom, jer je jeftina, dostupna, dovoljna je relativno mala količina samog kokaina u ovom proizvodu kojom se dobije nenadmašiva reakcija, vrlo lako ga se u kućnoj radinosti proizvodi od standardnog kokaina, pećnicom, vodom i običnim praškom za pecivo. Potisnuo je slobodnu bazu, agresivnu inačicu kokaina čija je priprema zahtijeva veću stručnost i koja nosi rizik ozljede lica pušača. Crack je također i intenzivniji od nje.

## Vanjske poveznice
- (nje.) Drugcom.de Crack